# Będków (gmina)
Pour les articles homonymes, voir Będków.
Będków est une gmina rurale du powiat de Tomaszów Mazowiecki, Łódź, dans le centre de la Pologne. Son siège est le village de Będków, qui se situe environ 21 km au nord-ouest de Tomaszów Mazowiecki et 30 km au sud-est de la capitale régionale Łódź.
La gmina couvre une superficie de 57,88 km2 pour une population de 3 520 habitants.

## Géographie
La gmina inclut les villages de Będków, Brzóstów, Ceniawy, Drzazgowa Wola, Ewcin, Gutków, Kalinów, Łaknarz, Magdalenka, Nowiny, Prażki, Remiszewice, Rosocha, Rudnik, Rzeczków, Sługocice, Teodorów, Wykno et Zacharz.
La gmina borde les gminy de Brójce, Czarnocin, Moszczenica, Rokiciny, Ujazd et Wolbórz.